# Mesa Colorada
Mesa Colorada är en ort i Mexiko.   Den ligger i kommunen Álamos och delstaten Sonora, i den nordvästra delen av landet, 1 300 km nordväst om huvudstaden Mexico City. Mesa Colorada ligger 233 meter över havet och antalet invånare är 427.
Terrängen runt Mesa Colorada är huvudsakligen kuperad. Mesa Colorada ligger nere i en dal. Runt Mesa Colorada är det mycket glesbefolkat, med 3 invånare per kvadratkilometer. Mesa Colorada är det största samhället i trakten. I omgivningarna runt Mesa Colorada växer huvudsakligen savannskog.